# Contarinia festucae
Contarinia festucae är en tvåvingeart som beskrevs av Jones 1940. Contarinia festucae ingår i släktet Contarinia och familjen gallmyggor. Inga underarter finns listade i Catalogue of Life.